# Porto Rico nos Jogos Pan-Americanos de 2023
Porto Rico competiu nos Jogos Pan-Americanos de 2023 em Santiago, no Chile, de 20 de outubro a 5 de novembro de 2023. Foi a 19.ª aparição do território nos Jogos Pan-Americanos, tendo participado de todas as edições desde a estreia dos Jogos, em 1951.

## Competidores
Abaixo está a lista do número de competidores (por gênero) participando dos jogos por esporte/disciplina.
| Esporte               | Masculino | Feminino | Total |
| --------------------- | --------- | -------- | ----- |
| Basquetebol           | 16        | 4        | 20    |
| Boliche               | 3         | 3        | 6     |
| Canoagem              | 3         | 0        | 3     |
| Caratê                | 1         | 1        | 2     |
| Ciclismo              | 1         | 0        | 1     |
| Esgrima               | 2         | 1        | 3     |
| Ginástica             | 5         | 5        | 10    |
| Handebol              | 0         | 14       | 14    |
| Levantamento de peso  | 3         | 3        | 6     |
| Lutas                 | 8         | 1        | 9     |
| Patinação sobre rodas | 2         | 0        | 2     |
| Softbol               | 0         | 18       | 18    |
| Surfe                 | 2         | 1        | 3     |
| Taekwondo             | 4         | 4        | 8     |
| Tênis de mesa         | 3         | 3        | 6     |
| Tiro com arco         | 2         | 2        | 4     |
| Tiro esportivo        | 7         | 7        | 14    |
| Vela                  | 3         | 2        | 5     |
| Total                 | 65        | 69       | 134   |

## Basquetebol
5x5

### Masculino
Porto Rico qualificou uma equipe masculina (de 12 atletas) após terminar em sexto na Copa América de Basquetebol Masculino de 2022.
Sumário
| Equipe               | Evento    | Fase de grupos       | Fase de grupos       | Fase de grupos       | Fase de grupos | Semifinal            | Final / MB / Po.     | Final / MB / Po. |
| Equipe               | Evento    | Adversário Resultado | Adversário Resultado | Adversário Resultado | Posição        | Adversário Resultado | Adversário Resultado | Posição          |
| -------------------- | --------- | -------------------- | -------------------- | -------------------- | -------------- | -------------------- | -------------------- | ---------------- |
| Porto Rico masculino | Masculino |                      |                      |                      |                |                      |                      |                  |

3x3
Porto Rico qualificou uma equipe masculina (de 4 atletas) após vencer os Jogos Pan-Americanos Júnior de 2021.
Sumário
| Equipe               | Evento    | Fase preliminar      | Fase preliminar      | Fase preliminar      | Fase preliminar      | Fase preliminar      | Fase preliminar | Semifinal            | Final / MB / Po.     | Final / MB / Po. |
| Equipe               | Evento    | Adversário Resultado | Adversário Resultado | Adversário Resultado | Adversário Resultado | Adversário Resultado | Posição         | Adversário Resultado | Adversário Resultado | Posição          |
| -------------------- | --------- | -------------------- | -------------------- | -------------------- | -------------------- | -------------------- | --------------- | -------------------- | -------------------- | ---------------- |
| Porto Rico masculino | Masculino |                      |                      |                      |                      |                      |                 |                      |                      |                  |

### Feminino
Porto Rico qualificou uma equipe feminina (de 4 atletas) após terminar entre as seis melhores nações do ranking mundial de 3x3 da FIBA, não qualificadas previamente.
Sumário
| Equipe              | Evento   | Fase preliminar      | Fase preliminar      | Fase preliminar      | Fase preliminar      | Fase preliminar      | Fase preliminar | Semifinal            | Final / MB / Po.     | Final / MB / Po. |
| Equipe              | Evento   | Adversário Resultado | Adversário Resultado | Adversário Resultado | Adversário Resultado | Adversário Resultado | Posição         | Adversário Resultado | Adversário Resultado | Posição          |
| ------------------- | -------- | -------------------- | -------------------- | -------------------- | -------------------- | -------------------- | --------------- | -------------------- | -------------------- | ---------------- |
| Porto Rico feminino | Feminino |                      |                      |                      |                      |                      |                 |                      |                      |                  |

## Boliche
Porto Rico qualificou uma equipe de três homens e três mulheres.
| Atleta                | Evento               | Classificação / Final | Classificação / Final | Classificação / Final | Classificação / Final | Classificação / Final | Classificação / Final | Classificação / Final | Classificação / Final | Classificação / Final | Classificação / Final | Classificação / Final | Classificação / Final | Classificação / Final | Classificação / Final | Classificação / Final | Classificação / Final | Eliminatórias | Eliminatórias | Eliminatórias | Eliminatórias | Eliminatórias | Eliminatórias | Eliminatórias | Eliminatórias | Eliminatórias | Eliminatórias | Eliminatórias | Semifinal            | Final / MB           | Final / MB |
| Atleta                | Evento               | Bloco 1               | Bloco 1               | Bloco 1               | Bloco 1               | Bloco 1               | Bloco 1               | Bloco 1               | Bloco 2               | Bloco 2               | Bloco 2               | Bloco 2               | Bloco 2               | Bloco 2               | Bloco 2               | Total                 | Posição               | Eliminatórias | Eliminatórias | Eliminatórias | Eliminatórias | Eliminatórias | Eliminatórias | Eliminatórias | Eliminatórias | Eliminatórias | Eliminatórias | Eliminatórias | Semifinal            | Final / MB           | Final / MB |
| Atleta                | Evento               | 1                     | 2                     | 3                     | 4                     | 5                     | 6                     | Total                 | 7                     | 8                     | 9                     | 10                    | 11                    | 12                    | Total                 | Total                 | Posição               | 1             | 2             | 3             | 4             | 5             | 6             | 7             | 8             | Total         | Grande total  | Posição       | Adversário Resultado | Adversário Resultado | Posição    |
| --------------------- | -------------------- | --------------------- | --------------------- | --------------------- | --------------------- | --------------------- | --------------------- | --------------------- | --------------------- | --------------------- | --------------------- | --------------------- | --------------------- | --------------------- | --------------------- | --------------------- | --------------------- | ------------- | ------------- | ------------- | ------------- | ------------- | ------------- | ------------- | ------------- | ------------- | ------------- | ------------- | -------------------- | -------------------- | ---------- |
| Edgar Burgos Quiñones | Individual masculino |                       |                       |                       |                       |                       |                       |                       |                       |                       |                       |                       |                       |                       |                       |                       |                       |               |               |               |               |               |               |               |               |               |               |               |                      |                      |            |
|                       | Individual masculino |                       |                       |                       |                       |                       |                       |                       |                       |                       |                       |                       |                       |                       |                       |                       |                       |               |               |               |               |               |               |               |               |               |               |               |                      |                      |            |
|                       | Individual masculino |                       |                       |                       |                       |                       |                       |                       |                       |                       |                       |                       |                       |                       |                       |                       |                       |               |               |               |               |               |               |               |               |               |               |               |                      |                      |            |
|                       | Duplas masculinas    |                       |                       |                       |                       |                       |                       |                       |                       |                       |                       |                       |                       |                       |                       |                       |                       | —             | —             | —             | —             | —             | —             | —             | —             | —             | —             | —             | —                    | —                    | —          |
| Taishaye Quiara       | Individual feminino  |                       |                       |                       |                       |                       |                       |                       |                       |                       |                       |                       |                       |                       |                       |                       |                       |               |               |               |               |               |               |               |               |               |               |               |                      |                      |            |
|                       | Individual feminino  |                       |                       |                       |                       |                       |                       |                       |                       |                       |                       |                       |                       |                       |                       |                       |                       |               |               |               |               |               |               |               |               |               |               |               |                      |                      |            |
|                       | Individual feminino  |                       |                       |                       |                       |                       |                       |                       |                       |                       |                       |                       |                       |                       |                       |                       |                       |               |               |               |               |               |               |               |               |               |               |               |                      |                      |            |
|                       | Duplas femininas     |                       |                       |                       |                       |                       |                       |                       |                       |                       |                       |                       |                       |                       |                       |                       |                       | —             | —             | —             | —             | —             | —             | —             | —             | —             | —             | —             | —                    | —                    | —          |

## Canoagem

### Velocidade
Porto Rico qualificou um total de três canoístas masculinos de velocidade.
Masculino
| Atleta | Evento     | Eliminatória | Eliminatória | Semifinal | Semifinal | Final | Final   |
| Atleta | Evento     | Tempo        | Posição      | Tempo     | Posição   | Tempo | Posição |
| ------ | ---------- | ------------ | ------------ | --------- | --------- | ----- | ------- |
|        | K-1 1000 m |              |              |           |           |       |         |
|        | K-2 500 m  |              |              |           |           |       |         |

## Caratê
Porto Rico qualificou dois caratecas (um homem e uma mulher) através dos Jogos Pan-Americanos Júnior de 2021 e do Campeonato Pan-Americano de 2023.
Kumite
| Atleta | Evento           | Fase de grupos       | Fase de grupos       | Fase de grupos       | Fase de grupos | Semifinal            | Final                | Final   |
| Atleta | Evento           | Adversário Resultado | Adversário Resultado | Adversário Resultado | Posição        | Adversário Resultado | Adversário Resultado | Posição |
| ------ | ---------------- | -------------------- | -------------------- | -------------------- | -------------- | -------------------- | -------------------- | ------- |
|        | −84 kg masculino |                      |                      |                      |                |                      |                      |         |
|        | −61 kg feminino  |                      |                      |                      |                |                      |                      |         |

## Ciclismo
Porto Rico qualificou um ciclista masculino.

### Mountain bike
Porto Rico qualificou um atleta durante o Campeonato Pan-Americano de 2023.
| Atleta | Evento                  | Tempo | Posição |
| ------ | ----------------------- | ----- | ------- |
|        | Cross-country masculino |       |         |

## Esgrima
Porto Rico qualificou três esgrimistas (dois homens e uma mulher) através do Campeonato Pan-Americano de Esgrima de 2022 em Assunção, Paraguai.
Individual
| Atleta | Evento            | Fase de grupos | Fase de grupos | Oitavas-de-final     | Quartas-de-final     | Semifinais           | Final                | Final     |
| Atleta | Evento            | Vitórias       | Chaveamento    | Adversário Resultado | Adversário Resultado | Adversário Resultado | Adversário Resultado | Pontuação |
| ------ | ----------------- | -------------- | -------------- | -------------------- | -------------------- | -------------------- | -------------------- | --------- |
|        | Florete masculino |                |                |                      |                      |                      |                      |           |
|        | Sabre masculino   |                |                |                      |                      |                      |                      |           |
|        | Florete feminino  |                |                |                      |                      |                      |                      |           |

## Ginástica

### Artística
Porto Rico qualificou uma equipe completa de 10 ginastas (cinco homens e cinco mulheres) no Campeonato Pan-Americano de 2023.
Masculino
Classificação individual e por equipes
| Atleta | Evento | Final    | Final    | Final    | Final    | Final    | Final    | Final | Final   |
| Atleta | Evento | Aparelho | Aparelho | Aparelho | Aparelho | Aparelho | Aparelho | Total | Posição |
| Atleta | Evento | S        | CA       | A        | Sa       | BP       | BF       | Total | Posição |
| ------ | ------ | -------- | -------- | -------- | -------- | -------- | -------- | ----- | ------- |
|        | Equipe |          |          |          |          |          |          |       |         |
|        |        |          |          |          |          |          |          |       |         |
|        |        |          |          |          |          |          |          |       |         |
|        |        |          |          |          |          |          |          |       |         |
|        |        |          |          |          |          |          |          |       |         |
| Total  |        |          |          |          |          |          |          |       |         |

Legenda de classificação: Q = Classificado para a final por aparelhos
Feminino
Classificação individual e por equipes
| Atleta | Evento | Final    | Final    | Final    | Final    | Final | Final   |
| Atleta | Evento | Aparelho | Aparelho | Aparelho | Aparelho | Total | Posição |
| Atleta | Evento | Sa       | BA       | TE       | S        | Total | Posição |
| ------ | ------ | -------- | -------- | -------- | -------- | ----- | ------- |
|        | Equipe |          |          |          |          |       |         |
|        |        |          |          |          |          |       |         |
|        |        |          |          |          |          |       |         |
|        |        |          |          |          |          |       |         |
|        |        |          |          |          |          |       |         |
| Total  |        |          |          |          |          |       |         |

Legenda de classificação: Q = Classificado para a final por aparelhos

## Handebol

### Feminino
Porto Rico qualificou uma equipe feminina (de 14 atletas) após ser finalista dos Jogos Centro-Americanos e do Caribe de 2023.
Sumário
| Equipe              | Evento   | Fase de grupos       | Fase de grupos       | Fase de grupos       | Fase de grupos | Semifinal            | Final / MB / Po.     | Final / MB / Po. |
| Equipe              | Evento   | Adversário Resultado | Adversário Resultado | Adversário Resultado | Posição        | Adversário Resultado | Adversário Resultado | Posição          |
| ------------------- | -------- | -------------------- | -------------------- | -------------------- | -------------- | -------------------- | -------------------- | ---------------- |
| Porto Rico feminino | Feminino |                      |                      |                      |                |                      |                      |                  |

## Levantamento de peso
Porto Rico qualificou seis halterofilistas (três homens e três mulheres) após as edições de 2021 e 2022 do Campeonato Pan-Americano de Levantamento de Peso.
| Atleta | Evento | Arranco   | Arranco | Arremesso | Arremesso | Total | Posição |
| Atleta | Evento | Resultado | Posição | Resultado | Posição   | Total | Posição |
| ------ | ------ | --------- | ------- | --------- | --------- | ----- | ------- |
|        |        |           |         |           |           |       |         |
|        |        |           |         |           |           |       |         |
|        |        |           |         |           |           |       |         |
|        |        |           |         |           |           |       |         |
|        |        |           |         |           |           |       |         |
|        |        |           |         |           |           |       |         |

## Lutas
Porto Rico qualificou uma equipe de 9 lutadores (8 homens e 1 mulher) através do Campeonato Pan-Americano de Lutas de 2022 e do Campeonato Pan-Americano de Lutas de 2023.
Chave:
- VT – Vitória por queda
- PP – Decisão por pontos – derrotado com pontos técnicos.
- PO – Decisão por pontos – derrotado sem pontos técnicos.
- SP – Superioridade técnica – o derrotado com pontos técnicos e uma margem de vitória de pelo menos 9 (Greco-romana) ou 10 (livre) pontos.
- ST – Grande superioridade – o derrotado sem pontos técnicos e uma margem de vitória de pelo menos 8 (Greco-romana) ou 10 (livre) pontos.
- VA – Decisão por desistência

Masculino
| Atleta | Evento              | Quartas-de-final     | Semifinal            | Final / MB           | Final / MB |
| Atleta | Evento              | Adversário Resultado | Adversário Resultado | Adversário Resultado | Posição    |
| ------ | ------------------- | -------------------- | -------------------- | -------------------- | ---------- |
|        | Livre 57 kg         |                      |                      |                      |            |
|        | Livre 65 kg         |                      |                      |                      |            |
|        | Livre 74 kg         |                      |                      |                      |            |
|        | Livre 86 kg         |                      |                      |                      |            |
|        | Livre 125 kg        |                      |                      |                      |            |
|        | Greco-romana 77 kg  |                      |                      |                      |            |
|        | Greco-romana 97 kg  |                      |                      |                      |            |
|        | Greco-romana 130 kg |                      |                      |                      |            |

Feminino
| Atleta | Evento | Quartas-de-final     | Semifinal            | Final / MB           | Final / MB |
| Atleta | Evento | Adversário Resultado | Adversário Resultado | Adversário Resultado | Posição    |
| ------ | ------ | -------------------- | -------------------- | -------------------- | ---------- |
|        | 57 kg  |                      |                      |                      |            |

## Patinação sobre rodas

### Skate
Porto Rico qualificou uma equipe de dois skatistas masculinos através do Ranking Olímpico Mundial.
Masculino
| Atleta | Evento | Classificação | Classificação | Final     | Final   |
| Atleta | Evento | Pontuação     | Posição       | Pontuação | Posição |
| ------ | ------ | ------------- | ------------- | --------- | ------- |
|        | Park   |               |               |           |         |
|        | Street |               |               |           |         |

## Softbol
Porto Rico qualificou uma equipe feminina (de 18 atletas) em virtude de sua campanha no Campeonato Pan-Americano de 2022.
Sumário
| Equipe              | Evento   | Fase de grupos       | Fase de grupos       | Fase de grupos       | Fase de grupos | Semifinal            | Final / MB / Po.     | Final / MB / Po. |
| Equipe              | Evento   | Adversário Resultado | Adversário Resultado | Adversário Resultado | Posição        | Adversário Resultado | Adversário Resultado | Posição          |
| ------------------- | -------- | -------------------- | -------------------- | -------------------- | -------------- | -------------------- | -------------------- | ---------------- |
| Porto Rico feminino | Feminino |                      |                      |                      |                |                      |                      |                  |

## Surfe
Porto Rico qualificou três surfistas (dois homens e uma mulher).
Artístico
| Atleta | Evento             | Rodada 1             | Rodada 2             | Rodada 3             | Rodada 4             | Repescagem 1         | Repescagem 2         | Repescagem 3         | Repescagem 4         | Repescagem 5         | Final / MB           | Final / MB |
| Atleta | Evento             | Adversário Resultado | Adversário Resultado | Adversário Resultado | Adversário Resultado | Adversário Resultado | Adversário Resultado | Adversário Resultado | Adversário Resultado | Adversário Resultado | Adversário Resultado | Posição    |
| ------ | ------------------ | -------------------- | -------------------- | -------------------- | -------------------- | -------------------- | -------------------- | -------------------- | -------------------- | -------------------- | -------------------- | ---------- |
|        | Stand up masculino |                      |                      |                      |                      |                      |                      |                      |                      |                      |                      |            |

Corrida
| Atleta | Evento                     | Tempo | Posição |
| ------ | -------------------------- | ----- | ------- |
|        | Stand up corrida masculino |       |         |
|        | Stand up corrida feminino  |       |         |

## Taekwondo
Porto Rico qualificou oito atletas (quatro homens e quatro mulheres) durante o Torneio Classificatório para os Jogos Pan-Americanos.
Kyorugi
| Atleta | Evento           | Oitavas-de-final     | Quartas-de-final     | Semifinais           | Repescagem           | Final / MB           | Final / MB |
| Atleta | Evento           | Adversário Resultado | Adversário Resultado | Adversário Resultado | Adversário Resultado | Adversário Resultado | Posição    |
| ------ | ---------------- | -------------------- | -------------------- | -------------------- | -------------------- | -------------------- | ---------- |
|        | –58 kg masculino |                      |                      |                      |                      |                      |            |
|        | –68 kg masculino |                      |                      |                      |                      |                      |            |
|        | –80 kg masculino |                      |                      |                      |                      |                      |            |
|        | –49 kg feminino  |                      |                      |                      |                      |                      |            |
|        | –67 kg feminino  |                      |                      |                      |                      |                      |            |
|        | +67 kg feminino  |                      |                      |                      |                      |                      |            |

Poomsae
| Atleta | Evento                | Resultado | Posição |
| ------ | --------------------- | --------- | ------- |
|        | Poomsae masculino     |           |         |
|        | Poomsae feminino      |           |         |
|        | Poomsae duplas mistas |           |         |

## Tênis de mesa
Porto Rico qualificou uma equipe completa de seis atletas (três homens e três mulheres) através do Campeonato do Caribe de 2023.
Masculino
| Atleta | Evento     | Fase de grupos       | Fase de grupos       | Fase de grupos       | Fase de grupos | Primeira rodada      | Segunda rodada       | Quartas-de-final     | Semifinal            | Final / MB           | Final / MB |
| Atleta | Evento     | Adversário Resultado | Adversário Resultado | Adversário Resultado | Posição        | Adversário Resultado | Adversário Resultado | Adversário Resultado | Adversário Resultado | Adversário Resultado | Posição    |
| ------ | ---------- | -------------------- | -------------------- | -------------------- | -------------- | -------------------- | -------------------- | -------------------- | -------------------- | -------------------- | ---------- |
|        | Individual | —                    | —                    | —                    | —              |                      |                      |                      |                      |                      |            |
|        | Individual | —                    |                      |                      |                |                      |                      |                      |                      |                      |            |
|        | Dupla      | —                    | —                    | —                    | —              | —                    | —                    |                      |                      |                      |            |
|        | Equipe     | —                    |                      |                      |                | —                    | —                    |                      |                      |                      |            |

Feminino
| Atleta | Evento     | Fase de grupos       | Fase de grupos       | Fase de grupos       | Fase de grupos | Primeira rodada      | Segunda rodada       | Quartas-de-final     | Semifinal            | Final / MB           | Final / MB |
| Atleta | Evento     | Adversário Resultado | Adversário Resultado | Adversário Resultado | Posição        | Adversário Resultado | Adversário Resultado | Adversário Resultado | Adversário Resultado | Adversário Resultado | Posição    |
| ------ | ---------- | -------------------- | -------------------- | -------------------- | -------------- | -------------------- | -------------------- | -------------------- | -------------------- | -------------------- | ---------- |
|        | Individual | —                    | —                    | —                    | —              |                      |                      |                      |                      |                      |            |
|        | Individual | —                    |                      |                      |                |                      |                      |                      |                      |                      |            |
|        | Dupla      | —                    | —                    | —                    | —              | —                    | —                    |                      |                      |                      |            |
|        | Equipe     | —                    |                      |                      |                | —                    | —                    |                      |                      |                      |            |

Misto
| Atleta | Evento | Primeira rodada      | Quartas-de-final     | Semifinal            | Final / MB           | Final / MB |
| Atleta | Evento | Adversário Resultado | Adversário Resultado | Adversário Resultado | Adversário Resultado | Posição    |
| ------ | ------ | -------------------- | -------------------- | -------------------- | -------------------- | ---------- |
|        | Dupla  |                      |                      |                      |                      |            |

## Tiro com arco
Porto Rico qualificou dois arqueiros durante o Campeonato Pan-Americano de 2022. Porto Rico classificou duas arqueiras durante a Copa Merengue de 2023.
| Atleta | Evento                        | Fase de ranqueamento | Fase de ranqueamento | 16-avos-de-final     | Oitavas-de-final     | Quartas-de-final     | Semifinais           | Final / MB           | Rank |
| Atleta | Evento                        | Pontuação            | Chaveamento          | Adversário Pontuação | Adversário Pontuação | Adversário Pontuação | Adversário Pontuação | Adversário Pontuação | Rank |
| ------ | ----------------------------- | -------------------- | -------------------- | -------------------- | -------------------- | -------------------- | -------------------- | -------------------- | ---- |
|        | Recurvo individual masculino  |                      |                      |                      |                      |                      |                      |                      |      |
|        | Recurvo individual feminino   |                      |                      |                      |                      |                      |                      |                      |      |
|        | Composto individual masculino |                      |                      |                      |                      |                      |                      |                      |      |
|        | Composto individual feminino  |                      |                      |                      |                      |                      |                      |                      |      |
|        | Recurvo equipes mistas        |                      |                      | —                    | —                    |                      |                      |                      |      |
|        | Composto equipes mistas       |                      |                      | —                    | —                    |                      |                      |                      |      |

## Tiro esportivo
Porto Rico qualificou um total de 15 atiradores esportivos no Campeonato das Américas de Tiro de 2022.
Masculino
Pistola e carabina
| Atleta | Evento              | Classificação | Classificação | Final  | Final   |
| Atleta | Evento              | Pontos        | Posição       | Pontos | Posição |
| ------ | ------------------- | ------------- | ------------- | ------ | ------- |
|        | Tiro rápido 25 m    |               |               |        |         |
|        | Carabina de ar 10 m |               |               |        |         |
|        |                     |               |               |        |         |

Masculino
Espingarda
| Atleta | Evento         | Classificação | Classificação | Semifinal | Semifinal | Final / MB           | Final / MB |
| Atleta | Evento         | Pontos        | Posição       | Pontos    | Posição   | Adversário Resultado | Posição    |
| ------ | -------------- | ------------- | ------------- | --------- | --------- | -------------------- | ---------- |
|        | Fossa olímpica |               |               |           |           |                      |            |
|        |                |               |               |           |           |                      |            |
|        | Skeet          |               |               |           |           |                      |            |
|        |                |               |               |           |           |                      |            |

Feminino
Pistola e carabina
| Atleta | Evento                      | Classificação | Classificação | Final  | Final   |
| Atleta | Evento                      | Pontos        | Posição       | Pontos | Posição |
| ------ | --------------------------- | ------------- | ------------- | ------ | ------- |
|        | Pistola de ar 10 m          |               |               |        |         |
|        |                             |               |               |        |         |
|        | Carabina de ar 10 m         |               |               |        |         |
|        | Carabina três posições 50 m |               |               |        |         |

Feminino
Espingarda
| Atleta | Evento         | Classificação | Classificação | Semifinal | Semifinal | Final / MB           | Final / MB |
| Atleta | Evento         | Pontos        | Posição       | Pontos    | Posição   | Adversário Resultado | Posição    |
| ------ | -------------- | ------------- | ------------- | --------- | --------- | -------------------- | ---------- |
|        | Fossa olímpica |               |               |           |           |                      |            |
|        |                |               |               |           |           |                      |            |
|        | Skeet          |               |               |           |           |                      |            |

## Vela
Porto Rico qualificou 4 barcos para um total de 5 velejadores.
Masculino
| Atleta | Evento  | Regata | Regata | Regata | Regata | Regata | Regata | Regata | Regata | Regata | Regata | Regata | Regata | Regata | Total  | Total   |
| Atleta | Evento  | 1      | 2      | 3      | 4      | 5      | 6      | 7      | 8      | 9      | 10     | 11     | 12     | M      | Pontos | Posição |
| ------ | ------- | ------ | ------ | ------ | ------ | ------ | ------ | ------ | ------ | ------ | ------ | ------ | ------ | ------ | ------ | ------- |
|        | Laser   |        |        |        |        |        |        |        |        |        |        | —      | —      |        |        |         |
|        | Sunfish |        |        |        |        |        |        |        |        |        |        |        |        |        |        |         |

Feminino
| Atleta | Evento       | Regata | Regata | Regata | Regata | Regata | Regata | Regata | Regata | Regata | Regata | Regata | Regata | Regata | Total  | Total   |
| Atleta | Evento       | 1      | 2      | 3      | 4      | 5      | 6      | 7      | 8      | 9      | 10     | 11     | 12     | M      | Pontos | Posição |
| ------ | ------------ | ------ | ------ | ------ | ------ | ------ | ------ | ------ | ------ | ------ | ------ | ------ | ------ | ------ | ------ | ------- |
|        | Laser radial |        |        |        |        |        |        |        |        |        |        | —      | —      |        |        |         |

Misto
| Atleta | Evento | Regata | Regata | Regata | Regata | Regata | Regata | Regata | Regata | Regata | Regata | Regata | Regata | Regata | Total  | Total   |
| Atleta | Evento | 1      | 2      | 3      | 4      | 5      | 6      | 7      | 8      | 9      | 10     | 11     | 12     | M      | Pontos | Posição |
| ------ | ------ | ------ | ------ | ------ | ------ | ------ | ------ | ------ | ------ | ------ | ------ | ------ | ------ | ------ | ------ | ------- |
|        | Snipe  |        |        |        |        |        |        |        |        |        |        | —      | —      |        |        |         |